# Eileen Heckart
Eileen Heckart (Columbus, Ohio, Estados Unidos, 29 de março de 1919 – Norwalk, Connecticut, Estados Unidos, 31 de dezembro de 2001) foi uma atriz estadunidense de teatro, cinema e televisão.

## Infância
Heckart nasceu Anna Eileen Heckart em Columbus, Ohio, filha de Esther e Leo Herbert. Foi adotada legalmente pelo seu avô, J.W. Heckart. Sua família tem descendência irlandesa e alemã. Foi graduada pela Universidade do Estado de Ohio como Bacharel de artes em drama.

## Carreira
Eileen começou sua carreira na Broadway como assistente de direção de palco e como suplente de The Voice of the Turtle, em 1943. Seus vários trabalhos inclui Picnic, The Bad Seed, A View from the Bridge, A Memory of Two Mondays, The Dark at the Top of the Stairs, A Family Affair, Barefoot in the Park, Butterflies Are Free, e You Know I Can't Hear You When the Water's Running. Seus prêmios inclui um Tony honorário pela excelência no teatro, em 2000 um Drama Desk Award de melhor atriz (coadjuvante/secundária) em peça para o off-Broadway The Waverly Gallery, e em 1953 um Theatre World Award para Picnic. Suas indicações inclui em 1996 um Drama Desk Award para Northeast Local e Tony para Butterflies Are Free, Invitation to a March, e The Dark at the Top of the Stairs.
Heckart ganhou o Oscar de melhor atriz (coadjuvante/secundária) pelo seu trabalho, em 1972, na adaptação para o cinema de Butterflies Are Free, e uma indicação em 1956 pela sua interpretação como Srª. Daigle em The Bad Seed. Ela também apareceu como uma viúva da Guerra do Vietnã com Clint Eastwood em Heartbreak Ridge.
Ela apareceu no ganhador do The Saturn Awards, o filme de horror Burnt Offerings, em 1976, ao lado da amiga de longa data Bette Davis (embora não tenha nenhuma cena juntas).
Eileen estava familiarizada com a audiência da televisão, interpretando papéis importantes em The 5 Mrs. Buchanans, Annie McGuire, Out of the Blue, Trauma Center, Partners in Crime, Backstairs at the White House (como Eleanor Roosevelt), e participações especiais em The Fugitive, The Mary Tyler Moore Show (como jornalista Flo Meredith, um papel que transitou para uma aparição no spin-off da MTM Lou Grant), Rhoda, Murder One, Hawaii Five-0, Cybill, The Cosby Show e em vários outros programas. Ela apareceu no episódio, de 1963, "There Should Be an Outfit Called 'Families Anonymous!'", do drama médico da NBC, The Eleventh Hour.
Ela interpretou a intrometida mãe de Diane Keaton, em 1996, no filme The First Wives Club.

## Vida pessoal
Heckart foi casada com John Harrison Yankee Jr. de 1942 até a morte dele, em 1997. Seu filho, Luke Yankee é o autor de Just Outside the Spotlight: Growing Up with Eileen Heckart (ISBN 0-8230-7888-4), publicado pela Back Stage Books em 2006.
Eileen morreu de câncer de pulmão em sua casa em Norwalk, Connecticut, Estados Unidos, com 82 anos. Ela também viveu em Stamford, Connecticut. Deixou três filhos e duas meia-irmãs.

## Filmografia
| Ano  | Título                     | Papel                 | Notas |
| ---- | -------------------------- | --------------------- | --- |
| 1956 | Miracle in the Rain        | Grace Ullman          | |
| 1956 | Somebody Up There Likes Me | Ma Barbella           | |
| 1956 | Bus Stop                   | Vera                  | |
| 1956 | The Bad Seed               | Hortense Daigle       | Melhor atriz (coadjuvante/secundária) em cinema Indicada — Oscar de melhor atriz (coadjuvante/secundária) |
| 1958 | Hot Spell                  | Alma's Friend         | |
| 1960 | Heller in Pink Tights      | Srª. Lorna Hathaway   | |
| 1967 | Up the Down Staircase      | Henrietta Pastorfield | |
| 1968 | No Way to Treat a Lady     | Srª. Brummel          | |
| 1969 | The Tree                   | Sally Dunning         | |
| 1972 | Butterflies Are Free       | Srª. Baker            | Oscar de melhor atriz (coadjuvante/secundária)                                                            |
| 1974 | Zandy's Bride              | Ma Allan              | |
| 1975 | The Hiding Place           | Katje                 | |
| 1976 | Burnt Offerings            | Roz Allardyce         | |
| 1986 | Seize the Day              | Mulher no funeral #1  | |
| 1986 | Heartbreak Ridge           | Little Mary Jackson   | |
| 1994 | The 5 Mrs. Buchanans       | Emma Buchanan         | |
| 1996 | The First Wives Club       | Catherine MacDuggan   | National Board of Review de melhor elenco                                                                 |